# 476
Năm 476 là một năm trong lịch Julius.

## Sự kiện
Sự sụp đổ của đế chế La Mã cổ đại.